# Marcelo Marcondes Machado
Marcello Marcondes Machado (São Paulo, 14 de setembro de 1933- ) é um médico brasileiro, foi diretor da Faculdade de Medicina da Universidade de São Paulo. É filho de Pedro de Alcântara Marcondes Machado e de Elza Ramos Marcondes Machado. Graduou-se pela Faculdade de Medicina da Universidade de São Paulo (FMUSP), em 1958. Durante o curso fez quatro estágios de iniciação científica e publicou seis artigos científicos.
Fez residência em clínica médica no Hospital das Clínicas (HC) da FMUSP por dois anos ( l959-1960), e se dedicou à carreira universitária nessa instituição de ensino, defendendo tese de doutorado na área de nefrologia, em 1961. A partir de junho de 1962 e por dois anos, fez pós-doutorado na Divisão de Nefrologia da Washington University, nos Estados Unidos da América (EUA), na condição de research-fellow da Rockfeller Foundation. Em 1965 deu início à criação do Laboratório de Fisiopatologia Renal que logo se tornou em um marco da nefrologia experimental na USP. Foi se tornando cada vez mais abrangente, maior e melhor equipado, mercê dos auxílios frequentes concedidos pela Fapesp. Em janeiro de 2012 o laboratório completou 47 anos de existência.
Marcello Marcondes Machado galgou a condição de livre-docente em clínica médica da FMUSP, em 1967, e foi professor de clínica médica geral, no curso experimental de medicina, por indicação do Departamento de Clínica com aprovação da Congregação da Faculdade, por dez anos (1971-1980). À convite da Fundação Universitária do ABC, criou, instalou e chefiou o Departamento de Propedêutica e Clínica Médica da Faculdade de Medicina do ABC, na qual atuou por três anos (1970-1972).
Galgou a condição de professor adjunto (1981) e de professor titular (1985) de nefrologia da FMUSP. A partir desse ano passou a exercer as chefias do serviço e da disciplina de nefrologia, respectivamente, do HC e da FMUSP, até a sua aposentadoria, em 2003. Foi chefe do Departamento de Clínica Médica da FMUSP por três anos (1992-1994). Durante a sua gestão criou duas disciplinas: geriatria e emergências clínicas. Marcello Marcondes Machado foi também diretor da FMUSP com mandato de quatro anos (1994-1998). Por força do seu cargo de diretor, assumiu a presidência da Congregação e do Conselho Técnico Administrativo da FMUSP; a presidência do Conselho Deliberativo da HC e do Hospital Universitário da USP; e do Conselho de Curadores da Fundação Faculdade de Medicina. Na USP foi membro do Conselho Universitário e do Conselho Técnico-Administrativo. Foi eleito membro da Comissão de Atividades Acadêmicas, da qual foi presidente por um ano. Por indicação do reitor, foi membro da Comissão de Cooperação Internacional.
Ao se aposentar, em 2003, a nefrologia do HC – FMUSP já vinha publicando, anualmente, cerca de 50 trabalhos científicos na literatura médica internacional; era constituída por 11 unidades de ensino, pesquisa e assistência; todo o seu corpo médico e docente possuia o título de doutor, bem como, 15 livre-docentes em nefrologia, dos quais oito se candidataram à sua sucessão. Ademais, enquanto chefe da nefrologia formou 220 residentes muito bem treinados na especialidade; disputados por escolas médicas e pelo mercado de trabalho. A pós-graduação em nefrologia, que teve início em 1981, tem diplomado, em média, cinco a seis pós-graduandos por ano, graças ao trabalho incessante do coordenador dr. Rui Toledo de Barros, e do corpo de orientadores.
Marcello Marcondes Machado foi orientador de 17 pós-graduandos. Recebeu o título de professor emérito da FMUSP, em 2004. Publicou 134 artigos científicos, dos quais 46% em revistas internacionais de impacto; e 19 capítulos em textos didáticos. Editou, em coautoria, três livros: Fisiologia Renal (G. Malnic e M. Marcondes – Edart, São Paulo, 1969); Clínica Médica. Propedêutica e Fisiopatologia (M. Marcondes, D. R. Sustovich e O. L. Ramos – Guanabara Koogan, Rio de Janeiro, 1976); e Doença Hipertensiva (R. Chiaverini, M. Marcondes, H. B. Silva e O. L. Ramos – Livraria Atheneu, Rio de Janeiro, 1980). Dentre outras atividades que exerceu salienta-se que também atuou por 10 anos no Hospital do Isolamento “Emilio Ribas3”, hoje Instituto de Infectologia “Emilio Ribas” de São Paulo, e foi plantonista do pronto-socorro do HC – FMUSP por oito anos. Dedica-se à clínica privada desde 1968 até a presente data (2012).
Marcello Marcondes Machado é casado há 53 anos com Wanda Valle Marcondes Machado, física que fez carreira acadêmica no Instituto de Física da USP. Tem três filhos: Beatriz, pediatra; Adriana, psicóloga; e Rogério, arquiteto. Eles lhes deram sete netos.